# John Karna
John Timothy Karna (n. 18 de noviembre de 1992) es un actor estadounidense. Es conocido por su papel de Noah Foster en Scream, basada en las películas del mismo nombre.

## Filmografía
| Cine       | Cine                              | Cine         | Cine                                       |
| Año        | Título                            | Rol          | Notas                                      |
| ---------- | --------------------------------- | ------------ | ------------------------------------------ |
| 2012       | Blindestiffs                      | John Woo     |                                            |
| 2013       | Premature                         | Rob Crabbe   |                                            |
| 2016       | Sugar Mountain                    | Josh Miller  |                                            |
| 2017       | Lady Bird                         | Greg Anrue   |                                            |
| Televisión |                                   |              |                                            |
| Año        | Título                            | Rol          | Notas                                      |
| 2014       | American Storage                  | Charlie      | Episodio piloto                            |
| 2014       | The Neighbors                     | Hank         | Episodio: «You've Lost That Larry Feeling» |
| 2014       | Law & Order: Special Victims Unit | Holden March | Episodio: «Holden's Manifest»              |
| 2014       | Modern Family                     | Alec         | Episodio: «Strangers in the Night»         |
| 2015–16    | Scream                            | Noah Foster  | Elenco principal                           |
| 2016       | Chicago Fire                      | Alan         | Episodio: «I Held Her Hand»                |
| 2018       | Valley of the Boom                | Desconocido  | Elenco principal                           |